# La vida por demás
La Vida Por Demás es una telenovela por definir fue tranmitida en el 2012.

## Reparto
La Vida por demás, de 50 episodios que se dividen en 2 mitades de temporada, a pesar de ser una telenovela colombiana, cuenta con un reparto internacional conformado por los protagonistas Enrique Stefanell (Colombia), Valeria Salas (Venezuela) ; además de varios colombianos como Sofia Gómez, Alejandro Carrizosa, Alejandra Jaramillo y Laura Cajamarca.

### Personajes principales
- Daniel Dias
- Melodía "Melody" DelBlato con Daniela también tiene un grupo en el colegio.

- Luna DelBlato

- Felipe Giovan

### Personajes recurrentes
- Sofia Benedetti es la antagonista más recurrente en la novela, amiga del pasado de Daniela, se sabe los secretos de todos en la novela pelea 3 veces con Isabella porque ella la amenaza constantemente, Sofía es millonaria y vive en una mansión es recurrente porque ella es enviada a una casa para niñas problemáticas en Francia, pero se escapa continuamente de ella, se molesta porque siente que está perdiendo a Daniela y por eso se une al equipo de Melody

- Carla Rodríguez es Melody la protagonista de la historia
- Alejandro Vásquez LVPD GROUP reveló que es homosexual y que está enamorado de Felipe.

## Música
El tema principal de La Vida Por demás  
El 12 de octubre de 2012 se lanzara en formato físico y descarga digital a través de iTunes el álbum "La Vida Por Demás, La música.".

## Capítulos
LVPD GROUP ha dado los nombres de los capítulos 1 a 22 (primera mitad de temporada)

### Capítulos deLa vida por demás
- 101: Nuevo en la Ciudad.

Una fiesta en la casa de Camilo y Carolina se descontrola y cuando Sofia y Luna se involucran hacen que Daniel y Melody se encuentren de nuevo.
- 102: Bebo lo que el otro Inhalo.

6 meses después de 'Nuevo En La Ciudad' Carolina vuelve a Colombia desde Paris por su club de teatro, Luna la saca de la correccional y se encuentran con su grupo. Carolina se da cuenta de que las cosas son muy diferentes a como eran y ella quiere arruinar la vida de todos para hacer que vuelvan a ser los irresponsables que ella conoció.
- 103: El cielo de los de Abajo.

El Colegio Excelencia Electiva da su festival anual 'El Cielo' Pero Sofia que era la encargada ya no está el grupo trata de cubrirlo todo tal y como ella lo indicó, pero las cosas no salen bien por lo tanto Melody queda encargada y los chicos deciden hacer otro festival el mismo día 'El Cielo De Los De Abajo' pero con diferentes reglas a las afueras de la ciudad. El festival tiene una rifa y solo los que llevaban máscaras eran los encargados Melody tiene una pelea con Felipe y Melody se roba la máscara de Sofia y ella hará que un gran secreto de Felipe salga de su propia boca.
- 104: (Reino de la P*rra) "Reino de la misma." Versión Limpia

Este capítulo original mente llamado “Reino De La P*rra”  La 'Misma' o la 'P*rra' hace referencia a Daniela.
- 105: "Creo en una Piñata."

Es el cumpleaños de Camilo y los patinadores que son también sus enemigos tratan de arruinar su fiesta pero vienen de inocentes Camilo les cree y Camilo descubre al líder 'Matías'  y a Carla juntos y el la besa, lo que hace que Camilo pierda los estribos, que haya una pelea que terminara con Matías perdido y Camilo en la cárcel por supuesto secuestro.
- 106: "Te diré el Cambio."
- 107: "Bestia."
- 108: "En Rojo y Azul."
- 109: "Abracadabra."
- 110: "Criminal." (Bestia Parte 2.)
- 111: “Trampa para Ratones.”
- 112: “Enfermizo.”
- 113: “Construyendo un Final.”
- 114: “Principios.”
- 115: “Como te Enseñe.”
- 116: “Paso a Paso.”
- 117: “Lo que sobra en los DelBlato”
- 118: “Luna.”
- 119: “Secreto de un Escándalo.”
- 120: “En lo Alto.”
- 121: “Proyecto Mental.”
- 122: “INFIERNO.”  - MidFinale (Final de mitad de temporada.) Fatal Finale.

- Datos: Q5965495